# Odontota
Odontota es un género de escarabajos  de la familia Chrysomelidae. En 1837 Chevrolat describió el género.
Mide 2.5-8 mm. Se encuentran en Norteamérica, México y Suramérica. Contiene las siguientes especies:
- Odontota arizonicus (Uhmann, 1938)
- Odontota dorsalis (Thunberg, 1805)
- Odontota floridanus (Butte, 1968)
- Odontota horni Smith, 1885
- Odontota mundulus (Sanderson, 1951)
- Odontota notata (Olivier, 1808)
- Odontota scapularis (Olivier, 1808)